# برونو فالينتي
برونو فالينتي (30 ديسمبر 1981 - ) هو لاعب كرة قدم برتغالي في مركز الهجوم. لعب مع نادي سانت غالن ونادي شافهاوزن ونادي فرايبورغ ونادي لو تشو دي فوندز ونادي لوغانو ونادي نوشاتل زاماكس وFC Meyrin ‏.